# Biblioteca Don Bosco
La biblioteca Don Bosco è una biblioteca italiana, sita a Roma e collocata all'interno del campus dell'Università Pontificia Salesiana in Roma.

## Storia
(UPS, Biblioteca Don Bosco)

### L'Istituto Teologico Internazionale Salesiano
Le origini della biblioteca Don Bosco dell'ateneo salesiano di Roma risalgono alla fondazione, nel 1904, dell'Istituto Teologico Internazionale Salesiano a Foglizzo, comune italiano della provincia di Torino in Piemonte.
L'istituto, fondato per la formazione presbiteriale dei membri della congregazione provenienti da diversi paesi, nel 1923 venne trasferito, insieme con l'annessa biblioteca, a Torino; nel capoluogo piemontese si sviluppò maggiormente anche grazie alla beatificazione (1929) e alla canonizzazione (1934) del salesiano Giovanni Bosco e alla qualificazione culturale del centro di studi accademici creato dal superiore generale don Pietro Ricaldone.

### Il Pontificio Ateneo Salesiano
Nel 1940 la Santa Sede approvò il Pontificio Ateneo Salesiano, con sede a Torino. I primi anni del nuovo istituto furono caratterizzati dall'orrore e dalle difficoltà scaturite dal secondo conflitto mondiale: in quegli anni fu necessario mettere al riparo dai bombardamenti i libri delle biblioteche.
Negli anni cinquanta l'ateneo (precisamente le facoltà di diritto canonico, di filosofia e dall'istituto di pedagogia) si trasferì da Torino a Roma, presso la chiesa del Sacro Cuore, in via Marsala, nelle vicinanze della centrale stazione Termini; nell'occasione vennero traslocate anche le biblioteche.

### Dal 1965 all'inizio del nuovo millennio
Nel 1965 anche la facoltà di teologia, l'unica rimasta in Piemonte, si trasferì da Torino alla capitale, e venne spostata, insieme a tutte le altre, nella sede attuale, in piazza dell'Ateneo Salesiano, nel Nuovo Salario (zona Val Melaina), nella parte settentrionale di Roma. I libri vennero raggruppati in una biblioteca centrale, mentre il Pontificium Institutum Altioris Latinitatis (da poco affidato all'ateneo salesiano) si fornì di biblioteca propria.
La biblioteca, sempre più arricchita e aggiornata grazie soprattutto all'acquisto di nuovi libri e alla sottoscrizione di collane e pubblicazioni periodiche, progredì notevolmente a partire dal 1973, anno in cui il pontificio ateneo salesiano divenne università. Nonostante l'ampiezza della nuova sede, presto la biblioteca incominciò a risentire la strettezza dei propri ambienti.
Per tale motivo, venne avanzata la richiesta di una nuova sistemazione: l'iniziativa, accolta nel 1984, fu inserita tra le opere in programma in vista della ricorrenza dei cento anni dalla morte di Giovanni Bosco, che si sarebbe tenuta nel 1988.
La progettazione architettonica della nuova costruzione venne affidata allo Studio Valle di Roma; a causa dei continui rinvii da parte degli uffici del comune di Roma per l'approvazione del progetto avanzato nel marzo 1989, ad esso si decise d'introdurre una serie di modifiche e integrazioni, per restare al passo con lo sviluppo tecnologico dell'epoca. Dopo un temporaneo inizio nel 1998, i lavori per la costruzione della nuova biblioteca si avviarono alla fine del 1999 e furono conclusi nel maggio 2002.

### Gli anni Duemila
Con l'abilitazione di tre dei cinque piani, la biblioteca, intitolata a Don Bosco, cominciò a funzionare in parte nell'anno accademico 2002-2003.
L'inaugurazione ufficiale avvenne il 31 gennaio 2006, giorno della festa solenne di san Giovanni Bosco: alla cerimonia erano presenti il cardinale Zenon Grocholewski, prefetto per l'Educazione Cattolica, il rettor maggiore della congregazione salesiana don Pascual Chávez Villanueva (gran cancelliere dell'università pontificia salesiana), e monsignor Adriaan van Luyn (salesiano), vescovo di Rotterdam; i primi due hanno presieduto il convegno organizzato per l'occasione, il terzo ha benedetto la nuova struttura della biblioteca salesiana.

## Struttura
L'edificio che ospita la biblioteca salesiana Don Bosco è strutturato in cinque piani. Si presenta come una sintesi tra la tradizionale biblioteca (adatta per consultare e conservare i testi a stampa) e l'electronic library, un insieme di risorse dislocate in diverse istituzioni. È la più grande biblioteca della congregazione salesiana

### Ingresso (secondo piano)
L'entrata principale è situata al lato nord-ovest dell'edificio, in corrispondenza del secondo piano, accessibile dal cortile interno "superiore" dell'ateneo, che, in questo modo, funge da punto d'accoglienza.
L'ingresso, da attraversare mediante un tesserino magnetico, immette in un'ampia sala di lettura, in cui si trovano opere di diverso genere e l'ultima annata di più di 1.500 pubblicazioni periodiche. Ai lati della sala si trovano due spazi adibiti a luoghi di mostre ed esposizione.

### Piano terra
Il piano terra è accessibile direttamente dall'esterno; esso offre i seguenti servizi:
- centro stampa;
- fotocopie;
- legatoria;
- centro di servizi informatici e telematici.

Inoltre ospita gli uffici di acquisizione, classificazione e catalogazione dei libri e di altro materiale.

### Primo piano
Al primo piano è presente un'altra grande sala di lettura, in cui sono raccolti i volumi più utilizzati. Grazie al sistema dello scaffale aperto, i volumi sono reperibili repentinamente e in pochissimo tempo messi a disposizione di chi ne usufruisce.

### Terzo piano
Il terzo piano è composto da dieci sale, atte ad accogliere un particolare settore bibliografico. Tale suddivisione facilita il lavoro di gruppo e di seminario degli studenti dell'università pontificia salesiana.

### Quarto piano
Il quarto piano presenta caratteristiche che lo rendono simile al precedente piano; è suddiviso in nove sale e conserva i preziosi volumi dei fondi particolari. Le sale contengono un gran numero di materiale antico: codici, incunaboli, tavolette mesopotamiche, papiri ed altro materiale.
Una delle nove sale contiene il fondo Marega, una preziosa raccolta di testi antichi riguardanti la cultura e la letteratura popolare e religiosa del Giappone.
Sempre al quarto piano è situato il salone "don Egidio Viganò" (rettor maggiore che benedisse la prima pietra della biblioteca, nel 1989). È un'ampia sala pensata per incontri di ricerca e di rappresentanza e attrezzata con servizi particolari tra cui la traduzione simultanea e la videoconferenza.

## Patrimonio librario
Il patrimonio librario della biblioteca Don Bosco dell'università pontificia salesiana comprende:
- circa 700.000 volumi;
- manoscritti antichi;
- manoscritti ottocenteschi;
- 11 incunaboli;
- più di 1.500 opere del Cinquecento;
- più di 8.500 opere del Seicento e del Settecento;
- una raccolta di monete antiche;
- una raccolta di 103 tavolette cuneiformi originali.

### Fondo Marega
Accumulato dal sacerdote salesiano Mario Marega durante la sua missione in Giappone (dal 1930 al 1946 e dal 1949 al 1974), il fondo Marega si suddivide in tre grandi gruppi:
1. un primo gruppo è composto da testi in lingua giapponese di carattere letterario, religioso, storico e didattico/enciclopedico[6]; la maggior parte di essi è a stampa. Si trovano anche alcuni manoscritti disegnati risalenti al periodo Edo (1603-1867) e al periodo Meiji (1868-1912); ad essi si aggiungono alcuni testi scritti in lingua inglese. L'inventario cartaceo è stato pubblicato (in lingua giapponese) nel 2002 dal NIJL (National Institute of Japanese Literature) di Tokyo[6];
2. un secondo gruppo è composto da una documentazione manoscritta originale di valore internazionale: si tratta di una serie di documenti risalenti al XVII secolo e alla prima metà del XIX, in cui si trovano diverse testimonianze delle persecuzioni subite dai cristiani nel periodo Edo. In tali documenti compaiono nomi e vicende di martiri e di apostati, certificati di fede buddhista, documenti ufficiali di vita quotidiana[6]. Questo settore del fondo Marega, pertanto, contiene migliaia di pezzi unici al mondo[6];
3. infine, un terzo gruppo è composto da una documentazione dattiloscritta e da manoscritti autografi, adatti a delineare i caratteri dell'enciclopedia individuale di don Mario Marega[6].